# Micropeziza diphasii
Micropeziza diphasii är en svampart som tillhör divisionen sporsäcksvampar, och som beskrevs av Lennart Holm och Kerstin Holm. Micropeziza diphasii ingår i släktet Micropeziza, och familjen Dermateaceae. Arten är reproducerande i Sverige.